# Trevor Eve
Trevor John Eve (Sutton Coldfield, 1º luglio 1951) è un attore britannico.
È conosciuto soprattutto per aver partecipato alla serie TV Waking the Dead. 

## Riconoscimenti
Nel 1982 Eve riceve il Premio Laurence Olivier, per la sua interpretazione in Children of a Lesser God. Nel 1997 riceve il suo secondo Olivier Award come miglior attore non protagonista per la sua performance del 1996 in Uncle Vanya al Noël Coward Theatre.

## Vita privata
Eve incontra Sharon Maughan nel 1979, nel set di Filumena. Si sono sposati nel 1980 e hanno tre figli: Alice Sophia (nata nel 1982), che è apparsa in Star Trek Into Darkness; Jack (nato nel 1985), regista; e George (nato nel 1994), che è il frontman della band Two Bottle Jump. È un tifoso del Chelsea F.C. e patrono dell'organizzazione benefica Child Hope UK.

## Filmografia parziale

### Cinema
- Dracula, regia di John Badham (1979)
- The Terence Davies Trilogy, regia di Terence Davies (1983)
- Scandal - Il caso Profumo (Scandal), regia di Michael Caton-Jones (1989)
- Aspen - Sci estremo (Aspen Extreme), regia di Patrick Hasburgh (1993)
- La stanza delle identità occulte (Appetite), regia di George Milton (1998)
- Possession - Una storia romantica (Possession), regia di Neil LaBute (2002)
- Troy, regia di Wolfgang Petersen (2004)
- Lei è troppo per me (She's Out of My League), regia di Jim Field Smith (2010)

### Televisione
- London Belongs to Me (1977)
- Eddie Shoestring, detective privato (Shoestring) (1979-1980)
- Segreti (Lace), regia di William Hale (1984)
- Shadow Chasers (1985-1986)
- A Sense of Guilt (1990)
- Parnell & the Englishwoman (1991)
- Scandali di potere (The President's Child), regia di Sam Pillsbury (1992)
- La signora in giallo (Murder, She Wrote) - serie TV, episodio 8x15 (1992)
- The Politician's Wife (1995)
- La vera storia di Ivana Trump (For Love Alone: The Ivana Trump Story), regia di Michael Lindsay-Hogg (1996)
- The Tribe, regia di Stephen Poliakoff – film TV (1998)
- Heat of the Sun (1998)
- David Copperfield, regia di Simon Curtis (1999)
- Waking the Dead (2000-2011)
- Hughie Green, Most Sincerely (2008)
- Bouquet of Barbed Wire – miniserie TV, 3 puntate (2010)
- Kidnap and Ransom – serie TV, 6 episodi (2011-2012)
- I misteri di Pemberley (Death Comes to Pemberley) – miniserie TV, 3 puntate (2013)
- Strike Back – serie TV, 4 episodi (2017-2018)
- A Discovery of Witches - Il manoscritto delle streghe (A Discovery of Witches) – serie TV, 19 episodi (2018-2022)

## Doppiatori italiani
- Pino Colizzi in Dracula
- Massimo Lodolo in Possession - Una storia romantica
- Stefano De Sando ne I misteri di Pemberley
- Carlo Valli in Eddie Shoestring, detective privato
- Fabrizio Temperini in A Discovery of Witches - Il manoscritto delle streghe